# Сан Белино
Сан Белѝно (на италиански: San Bellino; на венециански: San Belìn, Сан Белин) е село и община в Северна Италия, провинция Ровиго, регион Венето. Разположено е на 7 m надморска височина. Населението на общината е 1168 души (към 2012 г.).